# Astracantha vedica
Astracantha vedica là một loài thực vật có hoa trong họ Đậu. Loài này được (Takht.) Czerep. miêu tả khoa học đầu tiên.